# 屈慶
屈慶（1931年－），廣東音樂音樂員、作曲家，中國國家一級演員，番禺人。
善小提琴、夏威夷吉他、高胡、二胡、中胡、三弦、套鼓、秦琴、阮、低胡、椰胡（冇弦）等多種樂器，錄製許多專輯。
在廣東音樂曲藝團工作的學生何克寧也是國家一級演員。